# Sipyloidea garradungensis
Sipyloidea garradungensis är en insektsart som beskrevs av Jack W. Hasenpusch och Brock 2007. Sipyloidea garradungensis ingår i släktet Sipyloidea och familjen Diapheromeridae. Inga underarter finns listade i Catalogue of Life.